# Formel I (Band)
Formel I war eine der bekanntesten Heavy-Metal-Bands in der DDR. Sie wurde am 1. Januar 1981 in Ost-Berlin gegründet und entstand aus der Band Joco Dev. Ungewöhnlich für die damalige Zeit waren die vorwiegend deutschen Texte mit Berliner Dialekt. Die Musik der Band war an Judas Priest, Saxon und Black Sabbath orientiert. In den späteren Jahren zeichnete sich die Band durch eine aufwendige Bühnendekoration aus, die die Form einer Tropfsteinhöhle und ab 1987 die eines Burghofes hatte. Mit der Veröffentlichung ihrer ersten LP sorgte Formel I für ein weiteres Novum in der ostdeutschen Rockgeschichte. Bei der 1986 veröffentlichten LP handelte es sich um das erste Heavy-Metal-Album der DDR. Bis dahin einmalig in der DDR war auch, dass die LP in einem Stahlwerk aufgenommen wurde.

## Geschichte
Norbert Schmidt, Paule Fincke und Wolle Densky gründeten am Tag der offiziellen Auflösung der Rockband Joco Dev die Amateurband Formel I. Verstärkt wurden die ehemaligen Joco-Dev-Musiker durch den Bassisten Detlef Dudziak. Im Verlaufe des Jahres 1981 kam mit dem Slowaken Andrej Horvath ein zweiter Gitarrist in die Band. Horvath hatte vorher bei der auch im Ausland bekannten Band Collegium Musicum aus der ČSSR gespielt. Bereits ein Jahr später wechselte Horvath zur Modern Soul Band. Für ihn kam Bodo Kommnick, der bereits ein Jahr später zu Lift ging und durch Reinhold Chris Heß ersetzt wurde.
1983 wechselte Formel I ins Profilager. Bereits in den ersten Jahren des Bestehens der Band wurden sechzehn Titel beim Rundfunk der DDR eingespielt. Willste nicht uffstehn erreichte am 12. August 1982 auf Anhieb Platz fünf der Wertungssendung Beatkiste beim Sender Stimme der DDR und hielt sich bis Ende September in den Charts. Auch die folgenden Aufnahmen Eddi, Sie will weg, Da bleibt was von mir und Der Fußballfan erreichten vordere Plätze in den Wertungssendungen und sicherte der Band eine ständige Medienpräsenz. In Weg nach oben beschreibt die Band ihre Erfolgsgeschichte. Im Jahre 1985 konnte die Band eine Single beim DDR-Label Amiga aufnehmen und ein Jahr später ihre LP im Stahlwerk Hennigsdorf.
Nach einer kurzen Schaffenspause präsentierte die Band nicht nur eine neue Bühnenshow, sondern auch einen neuen Stil. Die Musik war kraftvoller und schneller geworden, wie die Titel Kreuzritter und Hart wie Stahl beweisen. Anfang 1987 kam der Gitarrist Michael Sündermann in die Band und ersetzte Heß. Doch kurz danach löste sich die Band auf, nachdem mehrere Bandmitglieder einen Ausreiseantrag gestellt hatten. Daraufhin wechselten Sündermann und Dudziak zu Pharao und Densky ging zu Babylon.
Im Jahr 1999 fand sich die Band zu einer Reunion-Tour zusammen. Da der erwartete Erfolg ausblieb, wird seit 2000 auf Liveauftritte verzichtet. Die Band hat sich jedoch nie aufgelöst. Paule Fincke und Wolle Densky spielten gemeinsam auch in der CCR-Coverband The Travelin’ Band. Am 3. März 2008 erschien bei Immortal Vinyl Records die LP Edelrocker. Dieses Platten-Set umfasst auf fünf Langspielplatten fast das vollständige musikalische Schaffen von Formel I.

## Diskografie

### Singles
- 1985: 18 Jahre sein (Amiga)

### LPs
- 1986: Live im Stahlwerk (Amiga)
- 2008: Edelrocker (Immortal Vinyl Records)